# Habère-Lullin
Habère-Lullin – miejscowość i gmina we Francji, w regionie Owernia-Rodan-Alpy, w departamencie Górna Sabaudia.
Według danych na rok 1990 gminę zamieszkiwało 514 osób, a gęstość zaludnienia wynosiła 58 osób/km² (wśród 2880 gmin regionu Rodan-Alpy Habère-Lullin plasuje się na 1134. miejscu pod względem liczby ludności, natomiast pod względem powierzchni na miejscu 1214.).